# Berkélium(III)-bromid
A berkélium(III)-bromid egy aktinoida vegyület. Képlete BkBr3, benne a berkélium oxidációs száma +3.

## Tulajdonságai
Alacsony hőmérsékleten kristályszerkezete rombos PuBr3 típusú, a = 403 pm, b = 1271 pm és c = 912 pm. Magas hőmérsékleten kristályszerkezete monoklin AlCl3 típusú, a = 723 pm, b = 1253 pm, c = 683 pm és β = 110,6°.

## Fordítás
Ez a szócikk részben vagy egészben  a   Berkelium(III)-bromid című német Wikipédia-szócikk fordításán alapul.  Az eredeti cikk szerkesztőit annak laptörténete sorolja fel. Ez a jelzés csupán a megfogalmazás eredetét és a szerzői jogokat jelzi, nem szolgál a cikkben szereplő információk forrásmegjelöléseként.